# NHL 100 Classic

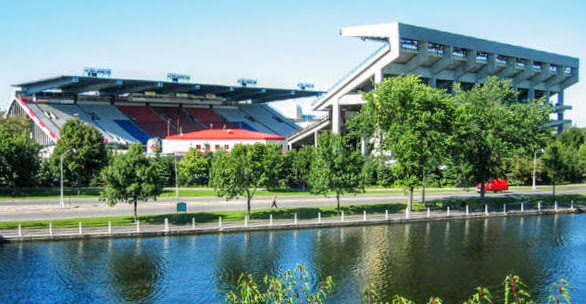
Arenan som stod värd för sportarrangemanget.

Scotiabank NHL 100 Classic var ett sportarrangemang i den nordamerikanska ishockeyligan National Hockey League (NHL) där en grundspelsmatch spelades utomhus mellan Ottawa Senators och Montreal Canadiens på Lansdowne Stadium (TD Place Stadium) i Ottawa, Ontario i Kanada den 16 december 2017.
Utomhusmatchen avslutade årets festligheter för NHL:s 100-årsjubileum, den 19 december 1917 spelades de allra två första matcherna i NHL. Ena var mellan originalet Ottawa Senators och Montreal Canadiens och den andra var mellan Montreal Wanderers och Toronto Arenas.

## Matchen

### Laguppställningarna
| Vänsterforwards   | Centrar             | Högerforwards     |
| ----------------- | ------------------- | ----------------- |
| Zack Smith        | Derick Brassard     | Mark Stone (A)    |
| Bobby Ryan        | Matt Duchene        | Ryan Dzingel      |
| Mike Hoffman      | Jean-Gabriel Pageau | Gabriel Dumont    |
| Alexandre Burrows | Nate Thompson       | Tom Pyatt         |
| Backar            |                     | Backar            |
| Johnny Oduya      |                     | Erik Karlsson (C) |
| Dion Phaneuf (A)  |                     | Cody Ceci         |
| Fredrik Claesson  |                     | Thomas Chabot     |
|                   | Målvakter           |                   |
|                   | Craig Anderson      |                   |
|                   | Mike Condon         |                   |
|                   | Tränare             |                   |
|                   | Guy Boucher         |                   |

| Vänsterforwards     | Centrar            | Högerforwards         |
| ------------------- | ------------------ | --------------------- |
| Max Pacioretty (C)  | Phillip Danault    | Paul Byron            |
| Alex Galchenyuk     | Jonathan Drouin    | Andrew Shaw           |
| Charles Hudon       | Tomáš Plekanec (A) | Brendan Gallagher (A) |
| Nicolas Deslauriers | Byron Froese       | Daniel Carr           |
| Backar              |                    | Backar                |
| Jordie Benn         |                    | Shea Weber            |
| Karl Alzner         |                    | Jeff Petry            |
| Jakub Jeřábek       |                    | David Schlemko        |
|                     | Målvakter          |                       |
|                     | Carey Price        |                       |
|                     | Antti Niemi        |                       |
|                     | Tränare            |                       |
|                     | Claude Julien      |                       |

### Resultatet
|  | 16 december 2017 | Ottawa Senators | 3 – 0   | Montreal Canadiens                                      | Lansdowne Stadium (TD Place Stadium)                                                                                 | |
|  |                  | Första perioden: — Andra perioden: Jean-Gabriel Pageau (14:55) Assists: Karlsson, Pyatt Tredje perioden: Bobby Ryan (17:02) Nate Thompson (19:49) Assist: Stone | Rapport | Första perioden: — Andra perioden: — Tredje perioden: — | Ottawa, Ontario, Kanada Publik: 33 959 Domare: Marc Joannette & Brad Watson Linjedomare: Steve Barton & Derek Nansen | Ottawa, Ontario, Kanada Publik: 33 959 Domare: Marc Joannette & Brad Watson Linjedomare: Steve Barton & Derek Nansen |
|  |                  | |         |                                                         | Ottawa, Ontario, Kanada Publik: 33 959 Domare: Marc Joannette & Brad Watson Linjedomare: Steve Barton & Derek Nansen | Ottawa, Ontario, Kanada Publik: 33 959 Domare: Marc Joannette & Brad Watson Linjedomare: Steve Barton & Derek Nansen |
|  |                  | |         |                                                         | Ottawa, Ontario, Kanada Publik: 33 959 Domare: Marc Joannette & Brad Watson Linjedomare: Steve Barton & Derek Nansen | Ottawa, Ontario, Kanada Publik: 33 959 Domare: Marc Joannette & Brad Watson Linjedomare: Steve Barton & Derek Nansen |

#### Matchstatistik
|                     | Ottawa Senators | Montreal Canadiens |
| ------------------- | --------------- | ------------------ |
| Powerplay           | 0/3             | 0/1                |
| Tacklingar          | 23              | 25                 |
| Vunna tekningar (%) | 71              | 29                 |
| Blockerade skott    | 19              | 19                 |
| Utvisningsminuter   | 2               | 6                  |

| Period | Ottawa Senators | Montreal Canadiens |
| ------ | --------------- | ------------------ |
| Första | 15              | 8                  |
| Andra  | 14              | 8                  |
| Tredje | 9               | 12                 |
| Totalt | 38              | 28                 |

#### Utvisningar
| Spelare         | Utvisning       | Utvisningsminuter | Tid             |
| Första perioden | Första perioden | Första perioden   | Första perioden |
| Andra perioden  | Andra perioden  | Andra perioden    | Andra perioden  |
| Tredje perioden | Tredje perioden | Tredje perioden   | Tredje perioden |
| --------------- | --------------- | ----------------- | --------------- |
| Thomas Chabot   | Holding         | 2:00              | 14:10           |
| Källa:          |                 |                   |                 |

| Spelare                                            | Utvisning       | Utvisningsminuter | Tid             |
| Första perioden                                    | Första perioden | Första perioden   | Första perioden |
| -------------------------------------------------- | --------------- | ----------------- | --------------- |
| Byron Froese                                       | Slashing        | 2:00              | 03:51           |
| Andra perioden                                     |                 |                   |                 |
| Phillip Danault                                    | Hög klubba      | 2:00              | 19:39           |
| Tredje perioden                                    |                 |                   |                 |
| Max Pacioretty                                     | Tripping        | 2:00              | 19:28           |
| Termer: Förseelser som leder till utvisningsstraff |                 |                   |                 |

### Statistik

#### Ottawa Senators

##### Utespelare
| Spelare             | Mål | Assists | Poäng | +/− | Utvisningsminuter | Skott | Vunna tekningar (%) | Tacklingar | Tid på isen |
| ------------------- | --- | ------- | ----- | --- | ----------------- | ----- | ------------------- | ---------- | ----------- |
| Jean-Gabriel Pageau | 1   | 0       | 1     | +2  | 0                 | 4     | 46                  | 1          | 16:06       |
| Bobby Ryan          | 1   | 0       | 1     | +1  | 0                 | 2     | —                   | 2          | 17:36       |
| Nate Thompson       | 1   | 0       | 1     | +1  | 0                 | 1     | 80                  | 3          | 13:20       |
| Erik Karlsson       | 0   | 1       | 1     | +3  | 0                 | 7     | —                   | 2          | 32:55       |
| Tom Pyatt           | 0   | 1       | 1     | +1  | 0                 | 4     | —                   | 0          | 15:14       |
| Mark Stone          | 0   | 1       | 1     | +2  | 0                 | 2     | —                   | 1          | 20:06       |
| Derick Brassard     | 0   | 0       | 0     | 0   | 0                 | 2     | 67                  | 0          | 14:39       |
| Alexandre Burrows   | 0   | 0       | 0     | 0   | 0                 | 0     | —                   | 1          | 8:42        |
| Cody Ceci           | 0   | 0       | 0     | 0   | 0                 | 2     | —                   | 2          | 23:34       |
| Thomas Chabot       | 0   | 0       | 0     | 0   | 2                 | 0     | —                   | 1          | 10:53       |
| Fredrik Claesson    | 0   | 0       | 0     | +1  | 0                 | 1     | —                   | 6          | 15:08       |
| Matt Duchene        | 0   | 0       | 0     | +1  | 0                 | 3     | 72                  | 0          | 18:27       |
| Gabriel Dumont      | 0   | 0       | 0     | 0   | 0                 | 0     | 100                 | 2          | 9:26        |
| Ryan Dzingel        | 0   | 0       | 0     | 0   | 0                 | 2     | 100                 | 0          | 14:56       |
| Mike Hoffman        | 0   | 0       | 0     | 0   | 0                 | 6     | —                   | 0          | 16:20       |
| Johnny Oduya        | 0   | 0       | 0     | +1  | 0                 | 0     | —                   | 0          | 18:03       |
| Dion Phaneuf        | 0   | 0       | 0     | +1  | 0                 | 1     | —                   | 1          | 15:54       |
| Zack Smith          | 0   | 0       | 0     | +1  | 0                 | 1     | 90                  | 1          | 16:41       |
| Källa:              |     |         |       |     |                   |       |                     |            |             |

##### Målvakt
| Spelare        | Skott mot sig | Räddningar | Insläppta mål | Räddningsprocent | Utvisningsminuter | Tid på isen |
| -------------- | ------------- | ---------- | ------------- | ---------------- | ----------------- | ----------- |
| Craig Anderson | 28            | 28         | 0             | 1,000            | 0                 | 60:00       |
| Källa:         |               |            |               |                  |                   |             |

#### Montreal Canadiens

##### Utespelare
| Spelare             | Mål | Assists | Poäng | +/− | Utvisningsminuter | Skott | Vunna tekningar (%) | Tacklingar | Tid på isen |
| ------------------- | --- | ------- | ----- | --- | ----------------- | ----- | ------------------- | ---------- | ----------- |
| Karl Alzner         | 0   | 0       | 0     | -1  | 0                 | 2     | —                   | 1          | 22:04       |
| Jordie Benn         | 0   | 0       | 0     | 0   | 0                 | 2     | —                   | 3          | 21:06       |
| Paul Byron          | 0   | 0       | 0     | -1  | 0                 | 0     | —                   | 0          | 15:28       |
| Daniel Carr         | 0   | 0       | 0     | 0   | 0                 | 1     | —                   | 1          | 12:03       |
| Phillip Danault     | 0   | 0       | 0     | -1  | 2                 | 0     | 38                  | 1          | 13:18       |
| Nicolas Deslauriers | 0   | 0       | 0     | 0   | 0                 | 0     | —                   | 5          | 13:24       |
| Jonathan Drouin     | 0   | 0       | 0     | -2  | 0                 | 3     | 50                  | 0          | 17:47       |
| Byron Froese        | 0   | 0       | 0     | 0   | 2                 | 1     | 17                  | 0          | 12:36       |
| Alex Galchenyuk     | 0   | 0       | 0     | -2  | 0                 | 0     | 0                   | 0          | 14:24       |
| Brendan Gallagher   | 0   | 0       | 0     | 0   | 0                 | 3     | 0                   | 0          | 12:46       |
| Charles Hudon       | 0   | 0       | 0     | 0   | 0                 | 2     | 50                  | 2          | 13:29       |
| Jakub Jeřábek       | 0   | 0       | 0     | -1  | 0                 | 0     | —                   | 0          | 13:10       |
| Max Pacioretty      | 0   | 0       | 0     | -2  | 2                 | 4     | —                   | 1          | 18:55       |
| Jeff Petry          | 0   | 0       | 0     | -2  | 0                 | 2     | —                   | 3          | 24:48       |
| Tomáš Plekanec      | 0   | 0       | 0     | 0   | 0                 | 3     | 26                  | 0          | 16:13       |
| David Schlemko      | 0   | 0       | 0     | -2  | 0                 | 1     | —                   | 2          | 15:19       |
| Andrew Shaw         | 0   | 0       | 0     | -2  | 0                 | 2     | 33                  | 2          | 16:44       |
| Shea Weber          | 0   | 0       | 0     | 0   | 0                 | 2     | —                   | 4          | 22:58       |
| Källa:              |     |         |       |     |                   |       |                     |            |             |

##### Målvakt
| Spelare     | Skott mot sig | Räddningar | Insläppta mål | Räddningsprocent | Utvisningsminuter | Tid på isen |
| ----------- | ------------- | ---------- | ------------- | ---------------- | ----------------- | ----------- |
| Carey Price | 37            | 35         | 2             | 0,946            | 0                 | 57:28       |
| Källa:      |               |            |               |                  |                   |             |